# Ipomoea abyssinica
Ipomoea abyssinica är en vindeväxtart som först beskrevs av Jacques Denys Denis Choisy, och fick sitt nu gällande namn av Georg August Schweinfurth. Ipomoea abyssinica ingår i släktet praktvindor, och familjen vindeväxter. Inga underarter finns listade i Catalogue of Life.